# BBC 노던아일랜드

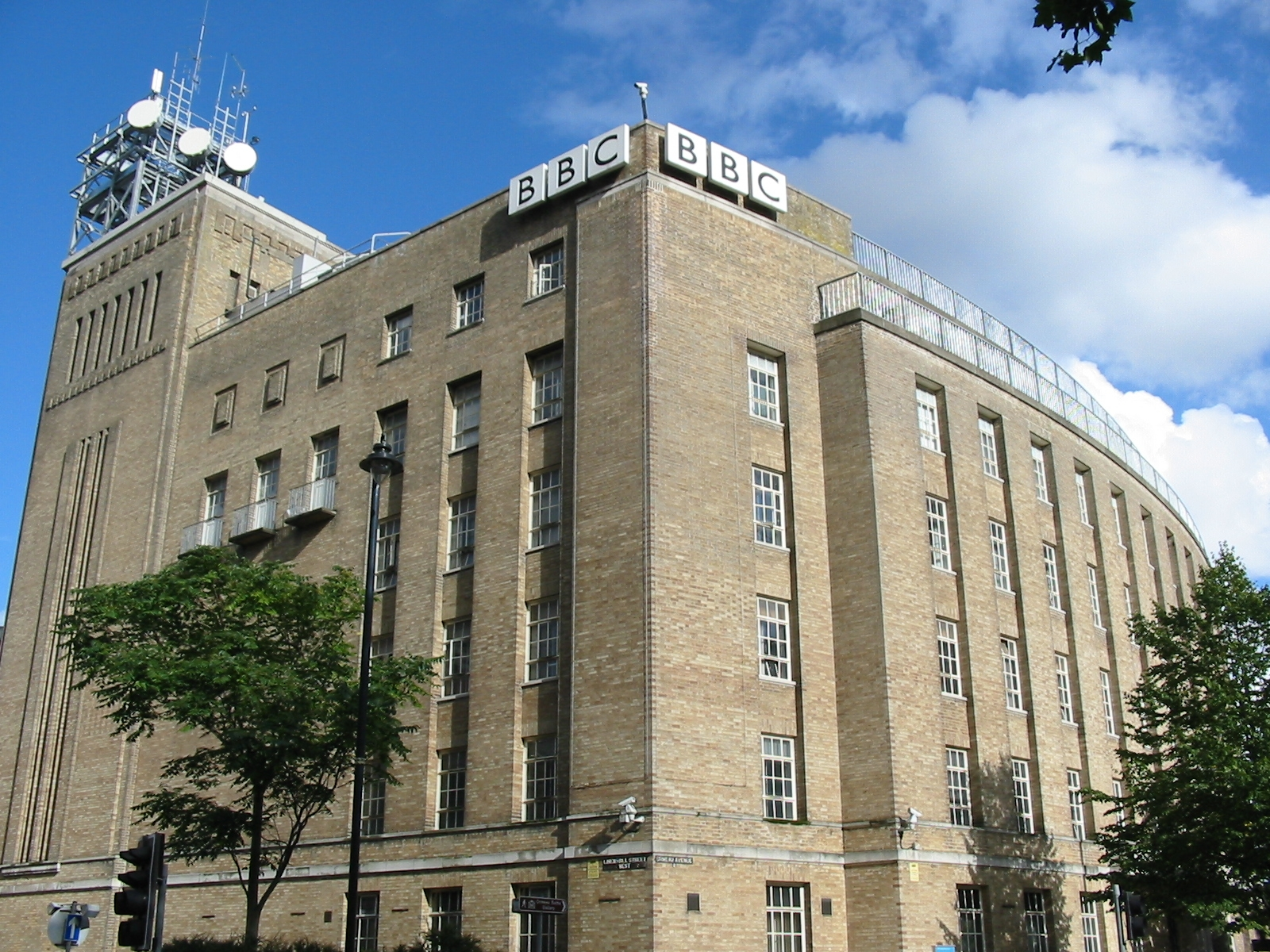
BBC 노던아일랜드 본부로 쓰이고 있는 벨파스트의 브로드캐스팅 하우스

BBC 노던아일랜드(영어: BBC Northern Ireland, 아일랜드어: BBC Thuaisceart Éireann, 얼스터 스코트어: BBC Norlin Airlan)는 영국의 방송사 BBC의 지역국 중 하나로, 북아일랜드의 대표 공영방송이다. BBC 스코틀랜드, BBC 컴리 웨일스와 더불어 BBC에서 운영하는 지방방송국 세 곳 중 하나로, 본사는 벨파스트의 브로드캐스팅 하우스에 두고 있다.
BBC 노던아일랜드는 텔레비전 방송, 라디오 방송, 온라인 서비스와 인터랙티브 방송 콘텐츠 사업을 진행하고 있으며, TV 채널로는 BBC One 노던아일랜드와 BBC Two 노던아일랜드의 두 곳을 두고 있다. 라디오 역시 BBC 라디오 얼스터와 BBC 라디오 포일의 두 곳을 운영하고 있다. 현재 BBC 노던아일랜드의 고용규모는 약 700명이며 대부분 벨파스트 본부에서 근무하고 있다.

## 텔레비전
BBC 노던아일랜드가 운영중인 텔레비전 방송국은 다음과 같다.
- BBC One 노던아일랜드
- BBC Two 노던아일랜드

원래는 BBC Two NI라는 디지털 전용방송이 있고, BBC Two 노던아일랜드라는 아날로그 방송도 운영되는 형태였다. 하지만 2006년 10월 28일부터 두 채널을 합병시키고, 방송 시 내보내는 이름도 'BBC Two 노던아일랜드'로 통일하였다.
BBC 노던아일랜드에서는 BBC One과 BBC Two의 각 프로그램이 끝날 때마다 해설과 안내를 해주는 아나운서팀을 자체적으로 꾸리고 있다. 또 일부 프로그램도 자체 제작해 내보내기도 한다. 하지만 라디오 방송과는 달리 대부분의 프로그램이 BBC One과 BBC Two의 잉글랜드 지역 방송 (즉 전국방송)과 거의 동일한 수준이다. 다만 일부 네트워크 프로그램의 경우에는 로컬 프로그램 편성을 위해 시간을 조정하기도 한다. 로컬프로그램은 대부분 BBC One 노던아일랜드 채널에서 내보낸다.

### 지역 텔레비전 방송
- BBC 뉴스라인 - 지역별 뉴스 프로그램. 도나 트레이너와 타라 밀스가 진행한다. 주요뉴스는 오후 6시 30분부터 7시까지, 짧은 뉴스는 오후 1시 30분과 10시 30분에 각각 진행한다. 아침뉴스 시간대와 이른 오후에도 간추린 뉴스를 진행한다.
- 지역 정치프로그램 - BBC 스포트라이트, 더 뷰, 놀란 라이브 등
- 지역 예술프로그램
- 특집 중계방송 - 엘리자베스 1세의 북아일랜드 방문, 아일랜드 대통령을 비롯한 아일랜드 측 고위인사의 방문, 미국 대통령을 비롯한 해외 정상의 방문 등을 다룬다. 또 7월 12일 오렌지 퍼레이드, 3월 17일 성 패트릭 축일 퍼레이드 등의 행사도 중계한다.

### 네트워크 제작
BBC 노던아일랜드는 북아일랜드 지역 시청자들을 대상으로 한 프로그램은 물론, 영국 전역을 대상으로 송출되는 BBC의 각 채널에 방송될 프로그램도 제작한다. BBC 노던아일랜드의 네트워크 제작 프로그램은 코미디와 드라마에 집중되어 있다. 또 다른 방송국과 공동제작을 맡기도 하며, 특히 아일랜드의 RTÉ와의 공동협력이 두드러진다.

### 아일랜드 대상 방송
- BBC One 노던아일랜드와 BBC Two 노던아일랜드는 아일랜드 전역에서도 널리 시청할 수 있다. 스카이 아일랜드, 버진 미디어 아일랜드, 매그넷 네트워크, SCTV, 크로선케이블 등 유료방송 플랫폼을 통해 방송되는 경우가 흔하다. BBC One NI와 BBC Two NI 역시 북아일랜드 국경 부근지역에서 넘어오는 프리뷰 채널 신호를 송신해 볼 수 있다.
- BBC Four, BBC 뉴스, BBC 월드 뉴스도 아일랜드에서 시청이 가능하다. 무료송출 위성방송 (Free-to-air) 수신기를 설치하거나, 북아일랜드 접경지역에서 프리뷰 채널 신호를 수신하면 시청할 수 있다.[2][3]
- 2010년 2월 1일 에몬 라이언 아일랜드 통신부장관이 영국의 브래드쇼와 협약을 체결하였다. 이로써 2012년 디지털방송 전환 이후 북아일랜드 내 시청자를 대상으로 프리뷰를 거쳐 RTÉ One, RTÉ Two, TG4의 시청이 가능해졌다.[4][5]

## 라디오
BBC 노던아일랜드가 운영중인 라디오 방송국은 다음과 같다.
- BBC 라디오 얼스터 - 92–95 MHz FM, 1341 MW. 북아일랜드 전역을 대상으로 하는 방송.
- BBC 라디오 포일 - 93.1 MHz FM, 792 MW. 북아일랜드 북서부를 대상으로 하는 방송.

BBC 노던아일랜드의 라디오 방송에서는 BBC 전국방송을 '현지 방송화'하는 작업을 맡고 있다. 예를 들어서 매주 목요일 자정부터 오전 2시까지는 라디오 1의 방송이 스코틀랜드, 웨일스, 북아일랜드 자체방송으로 각각 나뉘어 지역특색을 소개하는 프로그램을 방송하였다.